# 唐君毅

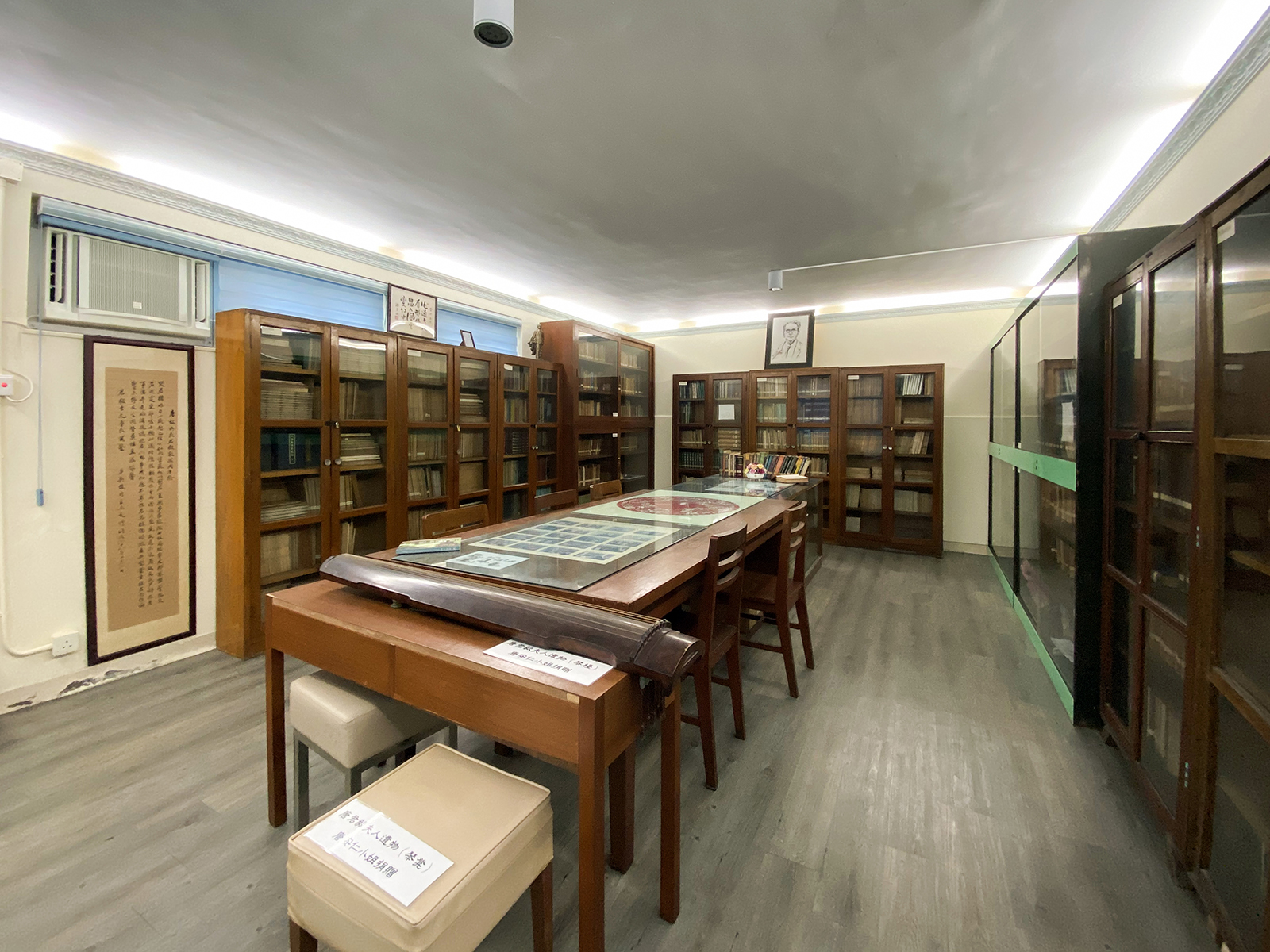
新亞中學圖書館內唐君毅先生紀念室

唐君毅（1909年1月17日—1978年2月2日），學名毅伯，四川宜賓人。現代思想家、哲學家、教育家。師從熊十力、方東美、梁漱溟等，是新儒家學派代表人物。

## 生平
唐君毅祖籍為廣東五華，其六世祖以歲荒移川。父親唐迪風，本名烺，又名倜風，字鐵風。母親陳大任，字卓仙。唐父曾從學於歐陽竟無，故先生於著作中稱他為太老師。唐君毅自半歲起，即隨父居成都。十二歲半入重慶聯合中學求學，受蒙文通啟迪，對宋明理學產生興趣，其後師從支那內學院之歐陽竟無，研習釋家思想。1925年先後入北平中俄大學、北京大學，1926年轉往國立中央大學哲學系。1932年畢業後返回四川任教中學，1937年受聘於華西大學。1940年任教重慶中央大學，自此獻身教育及學術界。
1949年遷居香港（其後曾搬遷合共12次），與錢穆、張丕介等人創辦亞洲文商學院，1950年更名新亞書院。
1957年，應美國國務院所邀，赴洋講學。1958年，與徐復觀、張君勱、牟宗三發表《為中國文化敬告世界人士宣言》。
1963年，新亞書院與崇基學院、聯合書院合組成香港中文大學，出任新亞書院哲學系講座教授，兼任教務長及哲學系系主任等職，至1974年9月5日後退休。唐氏在1968年至1978年擔任新亞研究所所長期間，廣邀學界名宿來校主講文化講座，令香港一時成為研究中華文化的重鎮；但在其任內，由於研究所與大學間衝突變得白熱化，新亞研究所先被大學終止補助，繼而脫離了中文大學，在後繼無人的情況下，使研究所一蹶不振。1973年新亞中學創辦後，他出任其校董會成員。1975年，任台灣大學哲學系客座教授；同年確診肺癌，雖經反覆治療仍無效，1978年2月2日凌晨於香港病逝。葬於新北市觀音山朝陽墓園。
國際哲學界公認他為「當代新儒家」的一位代表人物。2003年四川省宜賓市成立了「宜賓學院唐君毅研究所」，又建立了「唐學網」及出版《唐學》集刊，內容欄目包括「生命垂範、唐學通論、體系與方式、哲學與文化、宗教與道德、教育與人文、儒學與時代、君毅眾學、故園文化」等等。
香港中文大學於2009年唐先生百歲冥壽時在中大校園（新亞書院水塔下）內樹立了他的銅像以紀念他。而在1988年林聰標教授擔任新亞書院院長時，亦擬將書院內樂群館冠名為「君毅館」，以資對唐氏的紀念，但最後被大學校董會否決。

## 主要著作
- 《中西哲學思想之比較硏究集》（1943年）
- 《人生之體驗》（1946年）
- 《心物與人生》（1953年）
- 《中國文化之精神價值》（1953年）
- 《人文精神之重建》（1955年）
- 《中國哲學原論》：《導論篇》、《原性篇》、《原道篇》、《原教篇》（1956－1975年）
- 《中國人文精神之發展》（1958年）
- 《文化意識與道德理性》（1958年）
- 《哲學概論》上、下（1961年）
- 《人生之體驗續篇》（1961年）
- 《道德自我之建立》（1963年）
- 《青年與學問》（1973年）
- 《愛情之福音》（1945年）[註 1]
- 《說中華民族之花果飄零》（1974年）
- 《中華人文與當今世界》（1975年）
- 《生命存在與心靈境界》（1977年）
- 《病裡乾坤》（1980年）
- 《致廷光書》

## 弟子
- 唐端正
- 李杜
- 黎華標
- 霍韜晦
- 陳特
- 梁燕城
- 岑逸飛
- 李天命
- 冼景炬
- 小思
- 陶國璋

## 註解
1. ↑  此書標作者為克爾羅斯基，譯者為唐君毅。然而按唐君毅門人李杜及唐端正記述，可以相信唐君毅為原作者[2]。在唐君毅全集卷二中提及，1940年時，唐君毅及其妹妹正值談婚論嫁，誘發唐君毅著有關情愛之書。唐夫人謝廷光猜想唐君毅先生是故意把自己列為譯者而非作者，因書裡的智者以先知口吻訓誨世人，不符合唐先生的個性。其二，雖然書中含有大智大慧，然而當時唐先生為未婚青年，然而卻寫書指導同輩談戀愛，在年齡在經驗上均未能服眾，因此不便以真實姓名出版。[3]

## 外部連結
- 黃冠閔：〈唐君毅的永久和平論——視野與局限（页面存档备份，存于）〉。
- 黃冠閔：〈唐君毅的境界感通論：一個場所論的線索（页面存档备份，存于）〉。
- 黃冠閔：〈主体之位：唐君毅与列维纳斯的伦理学思考（页面存档备份，存于）〉。
- 安樂哲（Roger T. Ames）：〈唐君毅和儒家民主觀〉。
- 黃兆強：〈唐君毅先生（1909-1978）論清代學術〉。
- 黄兆强：〈从《爱情之福音》看唐君毅先生的爱情观〉。